# Saqueto
Der Saqueto (auch Saketo, portugiesisch Ribeira Saqueto,) ist ein osttimoresischer Fluss in der Gemeinde Viqueque im Südosten der Insel Timor.

## Verlauf
Der Saqueto entspringt im Sucos Ossorua (Verwaltungsamt Ossu). Von hier aus fließt er nach Südosten in Richtung Timorsee und bildet die Grenze zwischen den Sucos Macadique de Baixo und Matahoi (beide Verwaltungsamt Uato-Lari). Von Norden her mündet der Boho, der in Matahoi entspringt, im Saqueto.